# Citycon
Citycon Oyj est une société d'investissement immobilier finlandaise spécialisée dans la propriété, la gestion et le développement de centres commerciaux.

## Histoire
Citycon est fondée en 1988 par la compagnie d'assurance Sampo oy, Imatran Voima Oy, Rakennustoimisto A. Puolimatka Oy et Postipankki. 
Elle est cotée à la Bourse d'Helsinki en Finlande.

## Centre commerciaux
En 2020, Citycon possède ou gère au total 49 centres commerciaux, dont 27 en Norvège, 9 en Finlande, 9 en Suède, 2 en Estonie et 2 au Danemark.
De plus, Citycon loue et gère 13 centres commerciaux en Norvège pour le compte d'autres propriétaires. Les centres commerciaux de Citycon attirent environ 200 millions de visiteurs par an.

### Finlande
| Centre commercial | Ville        | Visiteurs millions (2017) | Superficie (m²) | Réf.   |
| ----------------- | ------------ | ------------------------- | --------------- | ------ |
| Heikintori        | Espoo        | -                         | 6 300           | [ 3 ]  |
| Iso Omena         | Espoo        | 20                        | 100 900         | [ 4 ]  |
| Pikkulaiva        | Espoo        | 7,0                       | 42 000          | [ 5 ]  |
| Columbus          | Helsinki     | 6,4                       | 20 700          | [ 6 ]  |
| Trio (fi)         | Lahti        | 5,3                       | 45 900          | [ 7 ]  |
| IsoKristiina (fi) | Lappeenranta | 4,2                       | 34 300          | [ 8 ]  |
| IsoKarhu          | Pori         | 2,2                       | 14 600          | [ 9 ]  |
| Koskikeskus       | Tampere      | 5,5                       | 33 100          | [ 10 ] |
| Myyrmanni         | Vantaa       | 8,0                       | 40 200          | [ 11 ] |

### Suède
| Centre commercial         | Ville       | Visiteurs millions (2017) | Superficie (m²) | Réf.   |
| ------------------------- | ----------- | ------------------------- | --------------- | ------ |
| Fruängen Centrum          | Stockholm   | −                         | 14 700          |        |
| Högdalen Centrum          | Stockholm   | −                         | 19 300          |        |
| Jakobsbergs Centrum       | Stockholm   | 6,3                       | 41 500          |        |
| Kista Galleria            | Stockholm   | 18,5                      | 94 200          |        |
| Liljeholmstorget Galleria | Stockholm   | 10,0                      | 41 000          |        |
| Tumba Centrum             | Stockholm   | 3,5                       | 25 500          |        |
| Åkersberga Centrum        | Stockholm   | 6,1                       | 28 200          |        |
| Stenungs Torg             | Stenungsund | 2,8                       | 36 400          |        |
| Mölndal Galleria          | Mölndal     | -                         | 26 400          | [ 12 ] |

### Norvège
| Centre commercial   | Ville       | Visiteurs millions (2018) | Superficie (m²) | Réf.   |
| ------------------- | ----------- | ------------------------- | --------------- | ------ |
| Stovner Senter      | Oslo        | 5,0                       | 43 000          | [ 13 ] |
| Herkules            | Skien       | 3,3                       | 49 300          |        |
| Trekanten Senter    | Oslo        | 3,2                       | 23 700          |        |
| Linderud Senter     | Oslo        | 2,2                       | 20 900          |        |
| Oasen Kjopesenter   | Bergen      | 4,3                       | 57 000          |        |
| Kolbotn Torg        | Oslo        | 2,0                       | 17 800          |        |
| Buskerud Storsenter | Drammen     | 2,7                       | 30 900          |        |
| Strandtorget        | Lillehammer | 2,1                       | 33 000          | [ 13 ] |
| City Syd            | Trondheim   | 3,6                       | 15 600          | [ 13 ] |
| Holmen Senter       | Oslo        | 1,4                       | 24 200          | [ 13 ] |
| Solsiden            | Trondheim   | 2,3                       | 14 000          |        |
| Storbyen            | Sarpsborg   | 2,7                       | 25 500          |        |
| Kilden Kjopesenter  | Stavanger   | 1,5                       | 23 100          |        |
| Down Town           | Porsgrunn   | 1,9                       | 37 000          |        |
| Torvbyen            | Fredrikstad | 3,8                       | 13 300          | [ 13 ] |
| Magasinet Drammen   | Drammen     | 2,6                       | 15 100          |        |
| Torger Vest         | Drammen     | 1,1                       | 8 000           | [ 13 ] |
| Sjosiden            | Horten      | 1,0                       | 11 200          |        |
| Markedet            | Haugesund   | 0,9                       | 10 600          | [ 13 ] |
| Kremmertorget       | Elverum     | 1,1                       | 19 400          |        |
| Kongssenteret       | Kongsvinger | 1,2                       | 18 300          |        |
| Tiller Torget       | Trondheim   | 1,2                       | 36 700          | [ 13 ] |
| Stadionparken       | Stavanger   | 0,9                       | 11 000          | [ 13 ] |
| Stopp Tune          | Sarpsborg   | 0,9                       | 12 100          |        |
| Liertoppen          | Oslo        | 2,0                       | 25 700          |        |

### Estonie
| Centre commercial | Ville   | Visiteurs millions (2018) | Superficie (m²) | Réf.   |
| ----------------- | ------- | ------------------------- | --------------- | ------ |
| Kristiine keskus  | Tallinn | 7,1                       | 44 000          | [ 14 ] |
| Rocca al Mare     | Tallinn | 5,5                       | 57 600          | [ 15 ] |

### Danemark
| Centre commercial   | Ville      | Visiteurs millions (2018) | Superficie (m²) | Réf.   |
| ------------------- | ---------- | ------------------------- | --------------- | ------ |
| Albertslund Centrum | Copenhague | 5,2                       | 18 500          | [ 16 ] |
| Strædet             | Køge       | -                         | 19 000          | [ 17 ] |